# Universitätsmedizin Greifswald
Die Universitätsmedizin Greifswald ist eine rechtsfähige Körperschaft des öffentlichen Rechts, die 2010 aus der Medizinischen Fakultät der Universität Greifswald und dem Universitätsklinikum Greifswald gebildet wurde. Sie ist eine Teilkörperschaft der Universität Greifswald. Die medizinische Fakultät besteht seit der Gründung der Universität im Jahre 1456. In den 2010er Jahren werden dort etwa 1.100 Studenten ausgebildet. Das Universitätsklinikum ist ein Krankenhaus in Greifswald und Universitätsklinik der Universität Greifswald. Die Ursprünge des Klinikums lassen sich auf die Errichtung einer ambulatorischen Klinik in der Greifswalder Innenstadt im Jahre 1794 zurückführen. Heute versorgt es mit seinen 919 Betten und 4.400 Mitarbeitern jährlich etwa 180.000 Patienten, davon etwa 36.000 stationär. Neben Fakultät und Klinikum verfügt die Universitätsmedizin Greifswald über weitere Gesundheits- und Bildungseinrichtungen, so unter anderem über einen ambulanten Pflegedienst, einen Rettungsdienst für Greifswald und Umgebung, das Kreiskrankenhaus in Wolgast und eine berufliche Schule für Gesundheits- und Krankenpfleger und andere Gesundheitsfachberufe.

## Geschichte des Klinikums

### Entwicklung der medizinischen Versorgung in der Stadt
1456 wurde die Universität Greifswald gegründet, zu deren Gründungsfakultäten auch die Medizinische Fakultät zählte. Die Fakultät verfügte jedoch in den ersten gut 300 Jahren ihres Bestehens über keine klinischen Einrichtungen im heutigen Sinne. Eine praktische Ausbildung außerhalb der theoretischen Vorlesungen ist erstmals in der Lazarett-Ordnung für das 1781 eröffnete königlich-schwedische Landeslazarett belegt. Das Lazarett hatte eine Kapazität von 20 Betten und befand sich in der Kuhstraße. Es versorgte die Bevölkerung der südwestlichen Teile Vorpommerns. 1794 eröffnete die erste „ambulatorische Klinik“ der Fakultät in Mietsräumen der Stadt. Dort erhielten Patienten aus armen Familien eine kostenlose Behandlung. Gleichzeitig diente die Klinik der ärztlichen Ausbildung.

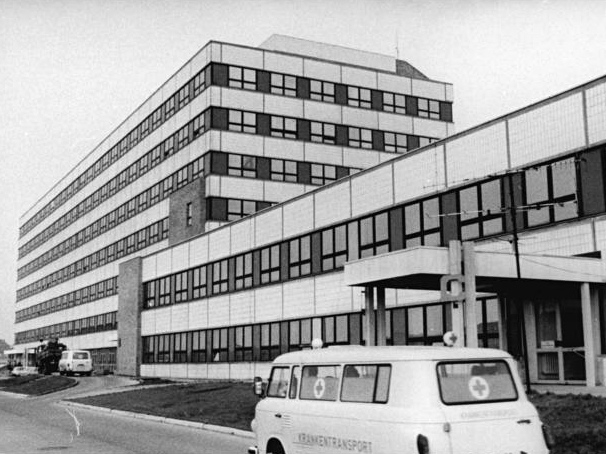
Erste Ausbaustufe des Klinikums auf dem neuen Gelände (1989)

Friedrich August Gottlob Berndt, Mediziner und Hochschullehrer an der Universität Greifswald, wurde 1825 städtischer Armenarzt. Er übernahm die ärztliche Leitung des Landeslazaretts und errichtete eine Entbindungsstation in der Domstraße. Daraus ging die heutige Frauenklinik hervor. Auf seine Bitte wurde 1831 auf dem Gelände des Landeslazaretts ein Gebäude für 40 bis 50 Patienten erbaut, das als „Klinisches Lazarett“ oder auch „Medizinisch-chirurgische Klinik“ bezeichnet wurde.
In der Mitte des 19. Jahrhunderts traten die Naturwissenschaften immer weiter in den Vordergrund. Diese Entwicklung bildete die Voraussetzung für die Differenzierung der medizinischen Fachgebiete. Auch in Greifswald entstanden in der zweiten Hälfte des 19. Jahrhunderts neue und spezialisierte Einrichtungen. Ein Hauptstandort der klinischen Universitätsmedizin befand sich an der Langefuhrstraße in der nördlichen Innenstadt (heute: Friedrich-Loeffler-Straße). Andere Kliniken waren innerhalb und außerhalb der Grenzen der Altstadt angesiedelt.
Eine Landschenkung der Stadt an die Universität im Jahre 1925 ermöglichte der Universität ein Wachstum über die Grenzen der Altstadt hinaus. Bereits in den 1920er Jahren beabsichtigte die Universität, auf dem neuen Gelände im Osten der Stadt zahlreiche Einrichtungen zusammenzuführen. So wurde 1929 dort eine moderne Hautklinik eröffnet. 1935 folgte die Eröffnung der Klinik für Hals-, Nasen- und Ohrenerkrankungen. In den 1970er Jahren entstanden dort auch Erweiterungsgebäude für die Radiologie und die Humangenetik.

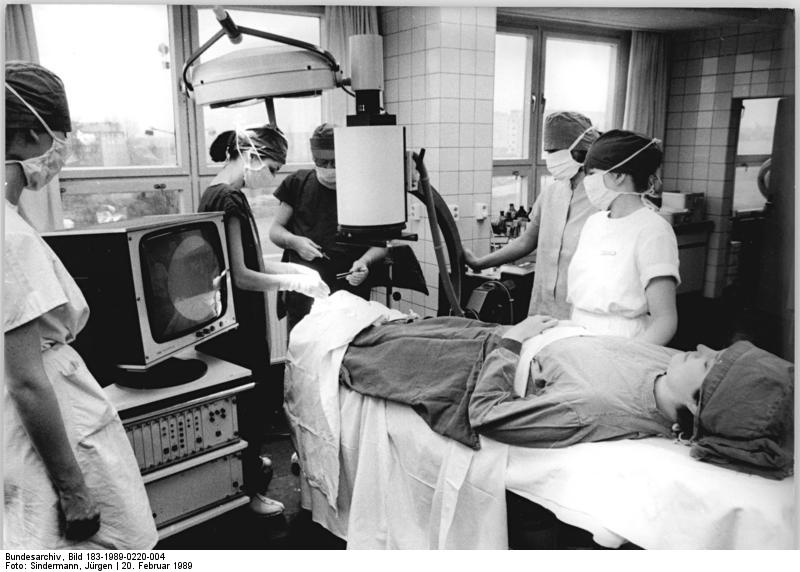
OP-Bereich im Neubau des Klinikums

1977 wurde der Grundstein für den Bau des heutigen Klinikums auf dem Gelände der städtischen Schenkung gelegt.

### Klinikum Greifswald seit 1990
Mit der deutschen Wiedervereinigung begann ein neuer Strukturierungsprozess des Krankenhauses. Nun besteht vor allem das Ziel, sämtliche Kliniken an einem Standort zu vereinen. Ab 2004 zogen zahlreiche Kliniken in die heutige Sauerbruchstraße um. In den folgenden Jahren werden weitere Kliniken und Polikliniken folgen.
Von 2003 bis 2010 war das Universitätsklinikum eine eigenständige Anstalt des öffentlichen Rechts.
2005 kaufte das Universitätsklinikum 94,9 Prozent der Anteile am Kreiskrankenhaus in der Nachbarstadt Wolgast für 6,1 Mio. Euro. Die Übernahme kam jedoch erst 2008 zustande. Das langwierige Verfahren fand bundesweit Beachtung, da das Bundeskartellamt den Verkauf zunächst untersagt hatte und erst durch Ministererlaubnis nach Anhörung der Monopolkommission zustande kam. Bemerkenswert war auch, dass ein öffentliches Krankenhaus und nicht ein Privatunternehmen als Käufer auftrat.

### Nervenheilkunde

Nervenklinik (1906)

1834 entstand in den Räumen des Klinischen Lazaretts eine Irrenheilanstalt für Personen aus den niederen und weniger bemittelten Ständen, in erster Linie aus Nordvorpommern sowie Rügen, bei denen „heilbare Geisteskrankheit“ prognostiziert wurde. Anfangs befanden sich hier zehn Betten, ab dem Klinikneubau in den Jahren 1856 bis 1858 stieg die Zahl auf 50 bis 60 Betten. Das Klinische Lazarett wurde 1870 bis 1890 zur „Provinzialirrenanstalt“. 1906 eröffnete in der Ellernholzstraße ein Klinikum für 100 bis 120 Patienten. In diesem Gebäude vereinte man bis 1994 die Abteilungen für Geistes- und Nervenkrankheiten. 1994 wurde auf Empfehlung des Wirtschaftsrates die Klinik und Poliklinik für Psychiatrie und Psychotherapie an das Klinikum Stralsund angeschlossen; seitdem besteht ein Kooperationsvertrag zwischen den beiden Krankenhäusern.
Pommerns Provinzial-Irrenanstalt wurde 1875 in Ueckermünde eröffnet und 1891 in Provinzial-Heil- und Pflegeanstalt umbenannt.

### Innere Medizin und verbundene Fächer
1856 wurde die Medizinisch-Chirurgische Klinik in der Langefuhrstraße errichtet. Nach Eröffnung eigener Gebäude für die Chirurgie stand ab 1903 das gesamte Gebäude für die Innere Medizin zur Verfügung.
Im Jahr 1826 wurde unter der Führung von Friedrich Berndt das erste „geburtshilfliche Clinicum und Hebammeninstitut“ in der Domstraße eröffnet. 1852 löste sich das Fach Geburtshilfe von der Inneren Medizin. Da die Einwohnerzahl und auch die Studentenzahl in den Folgejahren zunahm, wurde 1878 aus Platzgründen ein Neubau in der Wollweberstraße erforderlich.
Paul Krabler schuf 1875, gegen den Willen der Fakultät, eine private Kinderpoliklinik in einem Haus am Markt. Nach deren Umzug in die Nikolaistraße, lenkte die Universität 1896 ein und überließ Krabler Gebäude in der Hunnenstraße. Nach Umbauarbeiten entstand dort eine Kinderklinik. 1913 wurde der Standort in die Soldmannstraße verlegt, wo auch zwei Jahre später ein Säuglingsheim erbaut wurde.
Das Fach Haut- und Geschlechtskrankheiten wurde ca. 1920 in Greifswald selbstständig. Der damalige Sitz befand sind in der Medizinischen Klinik in der Langefuhrstraße. 1929 wurde ein Neubau in der Fleischmannstraße errichtet.
1969 konnte die Radiologische Klinik einen Neubau in der Fleischmannstraße beziehen.

### Chirurgische Fächer

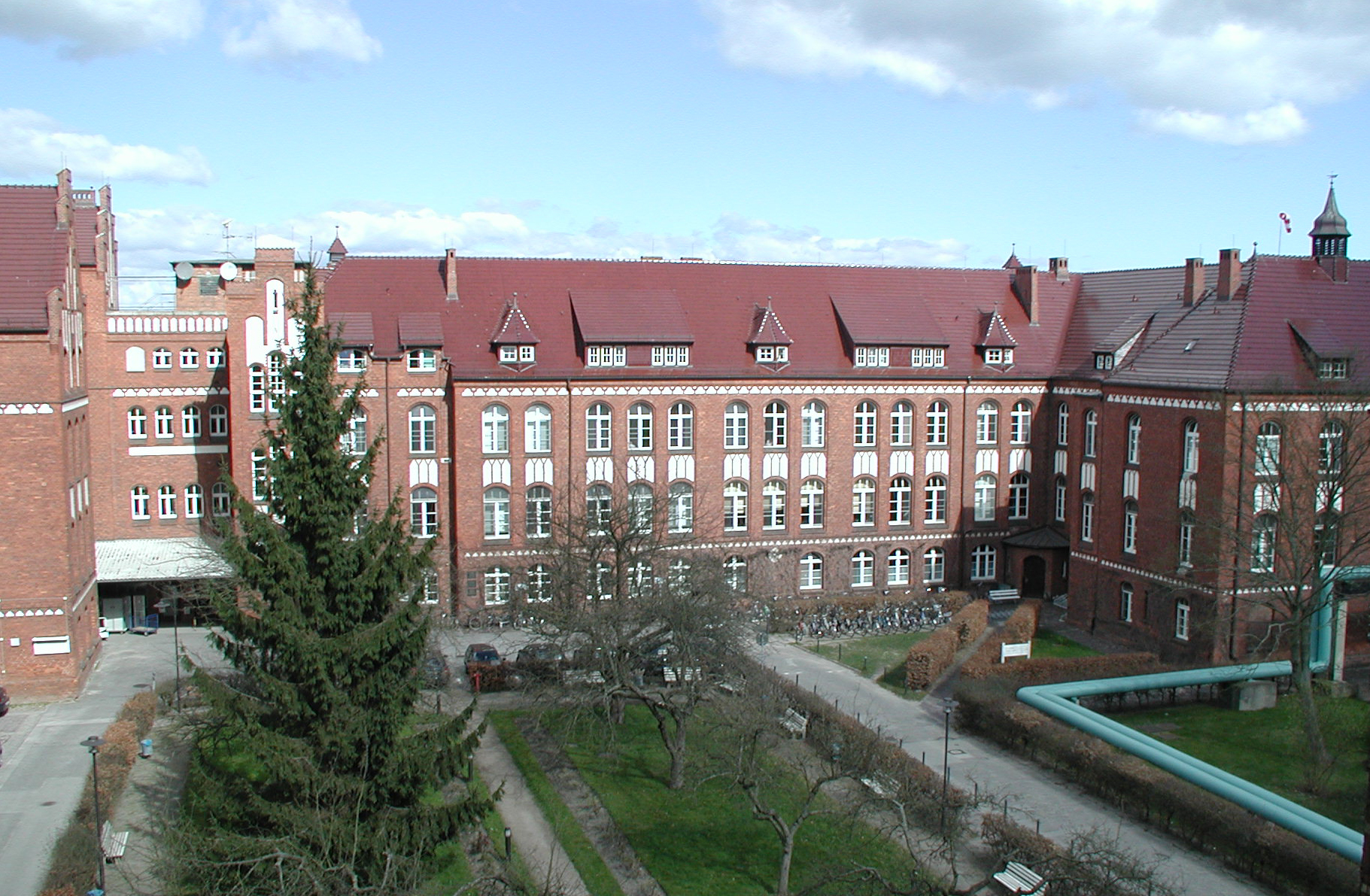
Alte Chirurgie (2007)

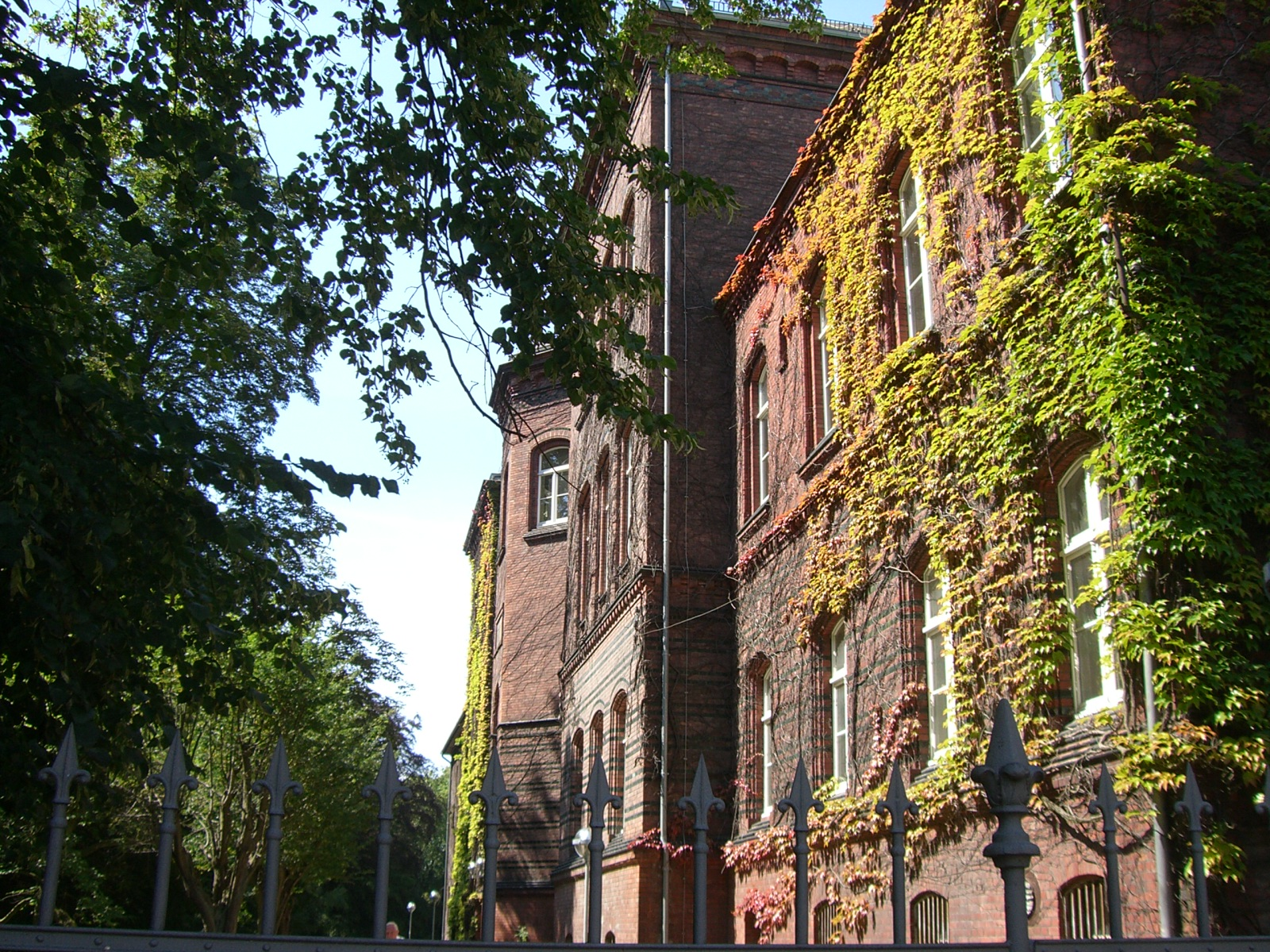
Alte Augenklinik in der Rubenowstraße (2007)

In der 1856 eröffneten Medizinisch-Chirurgische Klinik in der Langefuhrstraße teilten sich Innere Medizin und Chirurgie ein Gebäude. Aus Platzgründen wurde 44 Jahre später ein Neubau für die Chirurgie konzipiert und 1903 fertiggestellt. Die chirurgischen Einrichtungen gliedern sich zurzeit in die Klinik und Poliklinik für Allgemein-, Viszeral-, Thorax- und Gefäßchirurgie sowie in die Klinik und Poliklinik für Unfall- und Wiederherstellungschirurgie.
Ursprünglich zur Chirurgie gehörend, befand sich die Abteilung für Augenheilkunde von 1831 bis 1858 im Lazarett in der Kuhstraße. Bis die Klinik 2004 an ihren heutigen Standort gelangte, befand sie sich zuvor noch in der Nikolai- und in der Rubenowstraße.
Erst in der Nikolaistraße, anschließend in der Domstraße, öffnete 1889 die erste Poliklinik für Nasen-, Rachen- und Kehlkopfkrankheiten in Greifswald. Ab 1905 befand sich die Klinik in der Langefuhrstraße. Zusätzlich wurde in der Chirurgischen Klinik eine stationäre Abteilung eingerichtet. Bevor 1935 der Neubau in der Rathenaustraße bezogen wurde, nutzte die Klinik ab 1919 von der Universität angemietete Räume in der Bahnhofstraße.
1951 entstand eine Orthopädische Abteilung in der Chirurgischen Klinik. Zwei Jahre darauf zog die Abteilung in die Goethestraße in die ehemalige Nauck’sche Klinik. Hier hatte man eine Kapazität von 50 Betten, außerdem war dort ein OP-Trakt vorhanden. Es folgten 1969 zwei Außenstationen in der Johanna-Odebrecht-Stiftung als eine postoperative Abteilung mit 50 Betten.
1971 entstand die Zentrale Anästhesieabteilung unter der Leitung von Henning Ritzow. 1981 wurde der Bereich als eigenständige Klinik für Anästhesiologie und Intensivtherapie verselbständigt.
Ende der 1950er Jahre wurde in der Chirurgischen Klinik eine Abteilung Urologie eröffnet. 1973 wurde diese zur Urologischen Klinik. Ihr Sitz war noch immer im Gebäude der Chirurgie in der Loefflerstraße, bis diese 1977 in einen Teil des Gebäudes der Hautklinik zog.

### Militärmedizin
Die Militärmedizinische Sektion an der Universität Greifswald (MMS)  war eine von 1955 bis 1990 in Greifswald bestehende Dienststelle der Kasernierten Volkspolizei (KVP) und der Nationalen Volksarmee (NVA). Sie diente der universitären Ausbildung von Sanitätsoffizieren im medizinischen, zahnmedizinischen und pharmazeutischen Bereich. Die Sektion hatte ab dem 26. Februar 1970 den Status einer Fakultät der Universität Greifswald. Sie war  verwaltungstechnisch weitestgehend unabhängig und bestand parallel zur medizinischen Fakultät der Universität. Sie besaß das Recht zur Promotion A und zur Promotion B.

## Im 21. Jahrhundert
Das Universitätsklinikum Greifswald war von Mai 2003 bis Dezember 2010 eine Anstalt des öffentlichen Rechts. Es war organisatorisch mit der Universität und ihrer medizinischen Fakultät durch ein sogenanntes Integrationsmodell verbunden. Die Ende 2010 entstandene Universitätsmedizin Greifswald ist als Körperschaft des öffentlichen Rechts organisiert. Gewährsträger ist das Land Mecklenburg-Vorpommern.
Das eigentliche Klinikum in Greifswald gliedert sich in 21 Kliniken und 19 Institute. Es ist zugleich Krankenhaus der Maximalversorgung, Universitäts- und Stadtkrankenhaus und erbringt daher neben der Maximalversorgung auch einen hohen Anteil an Leistungen der Grund- und Regelversorgung. Die Fachbereiche Kinder- und Jugendpsychiatrie sowie Herzchirurgie sind jedoch nicht vertreten: während die Universitätsklinik für Psychiatrie am Klinikum Stralsund angesiedelt ist, wurde die Herzchirurgie an das private Klinikum Karlsburg abgegeben. Nach Erweiterung des Klinikgebäudes sind seit 2014 alle Kliniken in einem Gebäudekomplex im Stadtteil Nördliche Mühlenvorstadt vereint. Der Gebäudekomplex wird weiterhin ausgebaut, zuletzt um einen Neubau für die Zentrale Notaufnahme und die Klinik für Innere Medizin A. Stand Oktober 2023 ist mit dem „William B. Kannel Center for Community Medicine“ ein Erweiterungsbau für das Institut für Community Medicine geplant.
Die Zahl der stationär behandelten Patienten wuchs in den letzten Jahren stetig. 2009 wurden 34.827 stationäre Behandlungen durchgeführt. Insgesamt wurden 146.603 Patienten im Jahr 2009 behandelt. Das Universitätsklinikum stellt 870 Betten bereit und ist die Arbeitsstelle von 4.400 Mitarbeitern. Weitere 180 Betten stehen in dem als Tochterunternehmen geführten Kreiskrankenhaus Wolgast zur Verfügung.

## Aufbau
(Quelle: )

### Kliniken und Polikliniken

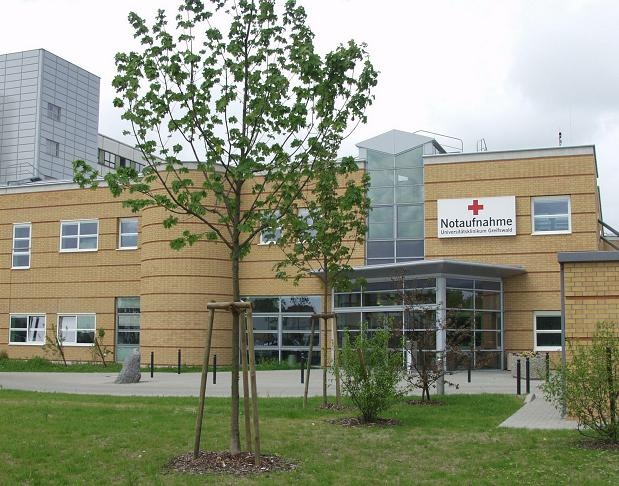
Altbau Notaufnahme

- Demenzsensibles Krankenhaus der Universitätsmedizin Greifswald
- Klinik für Anästhesie, Intensiv-, Notfall- und Schmerzmedizin
- Klinik für Herzchirurgie
- Klinik für Strahlentherapie und Radioonkologie
- Klinik und Poliklinik für Augenheilkunde
- Klinik und Poliklinik für Allgemeine Chirurgie, Visceral-, Thorax- und Gefäßchirurgie
- Klinik und Poliklinik für Frauenheilkunde und Geburtshilfe
- Klinik und Poliklinik für Hals-, Nasen-, Ohrenkrankheiten, Kopf- und Halschirurgie
- Klinik und Poliklinik für Hautkrankheiten
- Klinik und Poliklinik für Innere Medizin A (Gastroenterologie, Endokrinologie, Nephrologie, Rheumatologie, Ernährungsmedizin und Notaufnahme)
- Klinik und Poliklinik für Innere Medizin B (Kardiologie, Angiologie, Pneumologie und Infektiologie, Internistische Intensivmedizin)
- Klinik und Poliklinik für Innere Medizin C (Hämatologie und Onkologie, Transplantationszentrum, Palliativmedizin)
- Klinik und Poliklinik für Innere Medizin D (Geriatrie)
- Klinik und Poliklinik für Kinderchirurgie
- Klinik und Poliklinik für Kinder- und Jugendmedizin
- Klinik und Poliklinik für Mund-Kiefer-Gesichtschirurgie/Plastische Operationen
- Klinik und Poliklinik für Neurochirurgie
- Klinik und Poliklinik für Neurologie
- Klinik und Poliklinik für Nuklearmedizin
- Klinik und Poliklinik für Orthopädie und Orthopädische Chirurgie
- Klinik und Poliklinik für Psychiatrie und Psychotherapie
- Klinik und Poliklinik für Urologie

### Zentren
- Ambulantes Rehazentrum
- Comprehensive Cancer Center Mecklenburg-Vorpommern, Standort Universitätsmedizin Greifswald
- Deutsches klinisches Kompetenzzentrum für genitale Sarkome und Mischtumoren (DKSM)
- ECMO-Zentrum
- Gefäßzentrum
- Hörzentrum Nord-Ost
- Klinisches Studienzentrum
- Onkologisches Zentrum Vorpommern
  - Darmkrebszentrum
  - Endokrinologische Tumoren
  - Gastro-Intestinale Tumore
  - Gynäkologisches Tumorzentrum
  - Kopf-Hals-Tumorzentrum
  - Hämato-Onkologische Tumoren und Transplantationszentrum
  - Hauttumorzentrum
  - Kinderonkologisches Zentrum
  - Lungenkrebszentrum
  - Magenkrebszentrum
  - Neuro-Onkologisches Tumorzentrum
  - Prostatakarzinomzentrum
  - Sarkomzentrum
  - Uroonkologisches Zentrum
  - Viszeral-Onkologisches Zentrum
  - Zentrum Familiärer Brust- und Eierstockkrebs
- Senologie-Brustzentrum
- Venen- und Wundzentrum
- Weaning-Zentrum
- Zentrum für Altersmedizin
- Zentrum für Anästhesie- und OP-Pflege
- Zentrum für angeborene Fehlbildungen
- Zentrum für Intensiv- und Überwachungspflege
- Zentrum für Kinder- und Jugendmedizin
- Zentrum für Orthopädie, Unfallchirurgie und Rehabilitative Medizin
  - Klinik und Poliklinik für Orthopädie und Orthopädische Chirurgie
  - Klinik und Poliklinik für Unfall-, Wiederherstellungschirurgie und Rehabilitative Medizin
  - Zentrum für Hand- und funktionelle Mikrochirurgie
- Zentrum für Zahn-, Mund- und Kieferheilkunde
  - Poliklinik für Kieferorthopädie
  - Poliklinik für Kinderzahnheilkunde
  - Poliklinik für zahnärztliche Prothetik, Alterszahnheilkunde und medizinische Werkstoffkunde
  - Poliklinik für Zahnerhaltung, Parodontologie und Endodontologie

### Institute

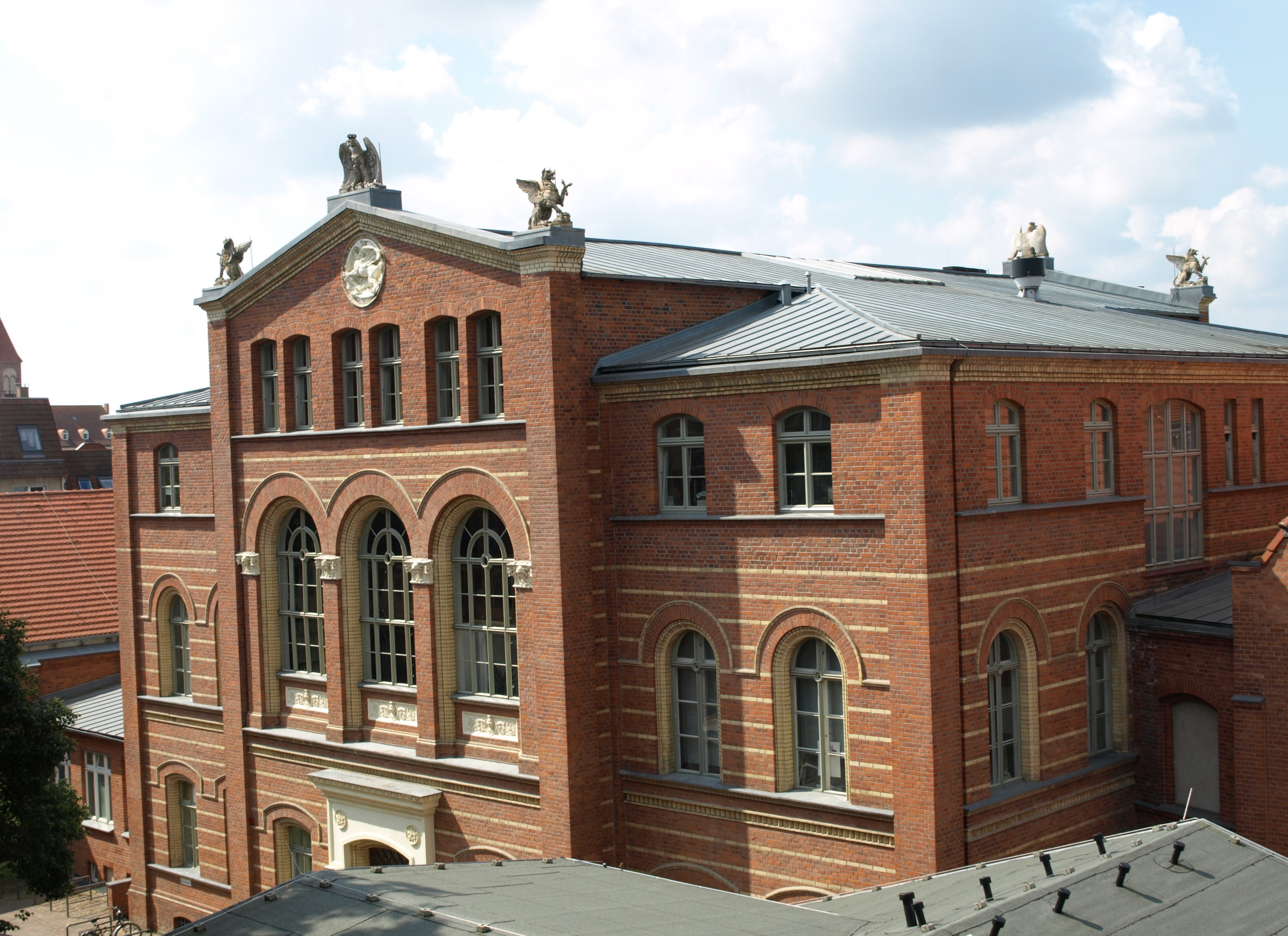
Anatomie

- Institut für Anatomie und Zellbiologie
- Institut für Bioinformatik (The Kaderali Lab)
- Institut für Community Medicine
- Institut für Diagnostische Radiologie und Neuroradiologie
- Institut für Ethik und Geschichte der Medizin
- Institut für Humangenetik
- Institut für Hygiene und Umweltmedizin
- Institut für Immunologie
- Institut für Klinische Chemie und Laboratoriumsmedizin
- Institut für Medizinische Biochemie und Molekularbiologie
- Friedrich-Loeffler-Institut für Medizinische Mikrobiologie
- Institut für Medizinische Psychologie
- Institut für Pathologie
- Institut für Pathophysiologie
- Institut für Pflegewissenschaften und Interprofessionelles Lernen
- Institut für Pharmakologie
- Institut für Physiologie
- Institut für Rechtsmedizin
- Institut für Transfusionsmedizin
- Abteilung für „Funktionelle Genomforschung“ am interfakultären Institut für Genetik und funktionelle Genomforschung

### Zentrale Einrichtungen
- Zentrale Notaufnahme
- Betriebsärztlicher Dienst
- Ambulantes Rehabilitationszentrum
- Abteilung Versuchstierkunde
- Krankenhausseelsorge
- Universitätsapotheke

### Beteiligungen der Universitätsmedizin Greifswald
- Campus Belieferungsgesellschaft Greifswald mbH
- Gesundheitszentrum Greifswald GmbH
- HKS Rettungsdienst Greifswald GmbH
- Krankenhaus Informatik und Dienstleistungen GmbH
- Kreiskrankenhaus Wolgast gGmbH
- Medical Service Greifswald
- Medizinisches Versorgungszentrum an der Universitätsmedizin Greifswald
- Palliativnetzwerk Vorpommern GmbH
- Personalservice Gesundheitswesen GmbH
- Registerstellen Klinisches Krebsregister M-V gGmbH
- Servicezentrum Greifswald GmbH

### Forschungsgebäude

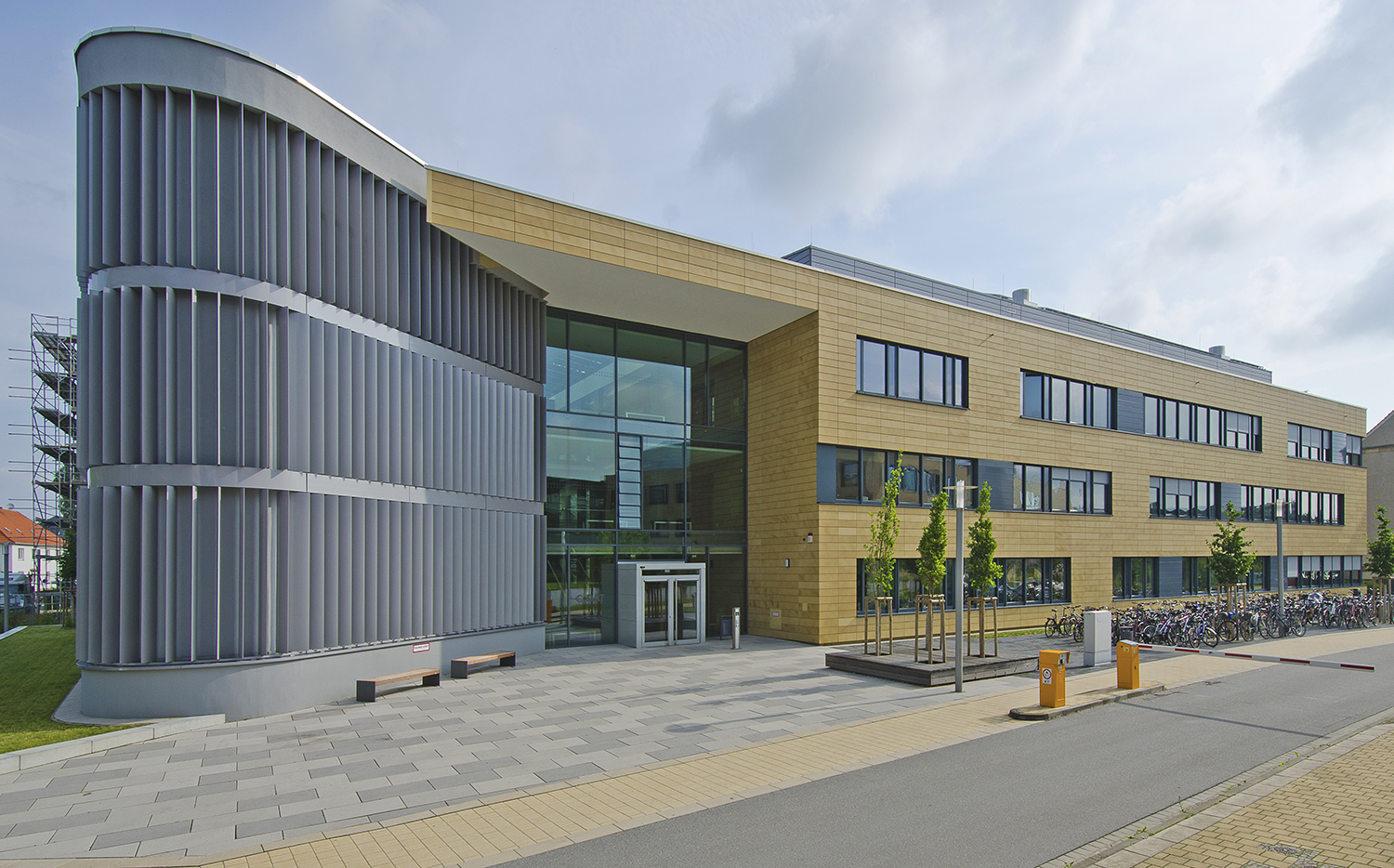
C_DAT

- Center of Drug Absorption and Transport (C_DAT)
- Center for Functional Genomics of Microbes (C_FunGene)
- Zentrum für Innovationskompetenz Humorale Immunreaktionen bei kardiovaskulären Erkrankungen (ZIK HIKE), Lehr- und Lernzentrum, DZHK Untersuchungszentrum
- Forschungscluster III
- Diagnostikzentrum - DZ7